# Telingana majuscula
Telingana majuscula är en insektsart som beskrevs av Thirumalai och Ananthasubramanian 1981. Telingana majuscula ingår i släktet Telingana och familjen hornstritar. Inga underarter finns listade i Catalogue of Life.